# Macworld/iWorld

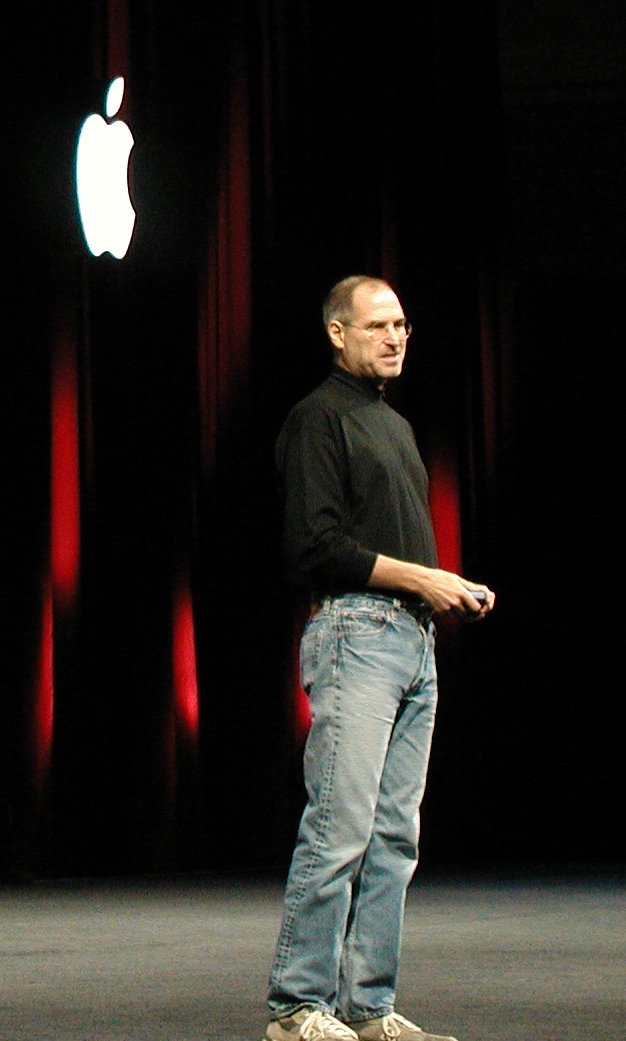
Steve Jobs durante su presentación en 2005.

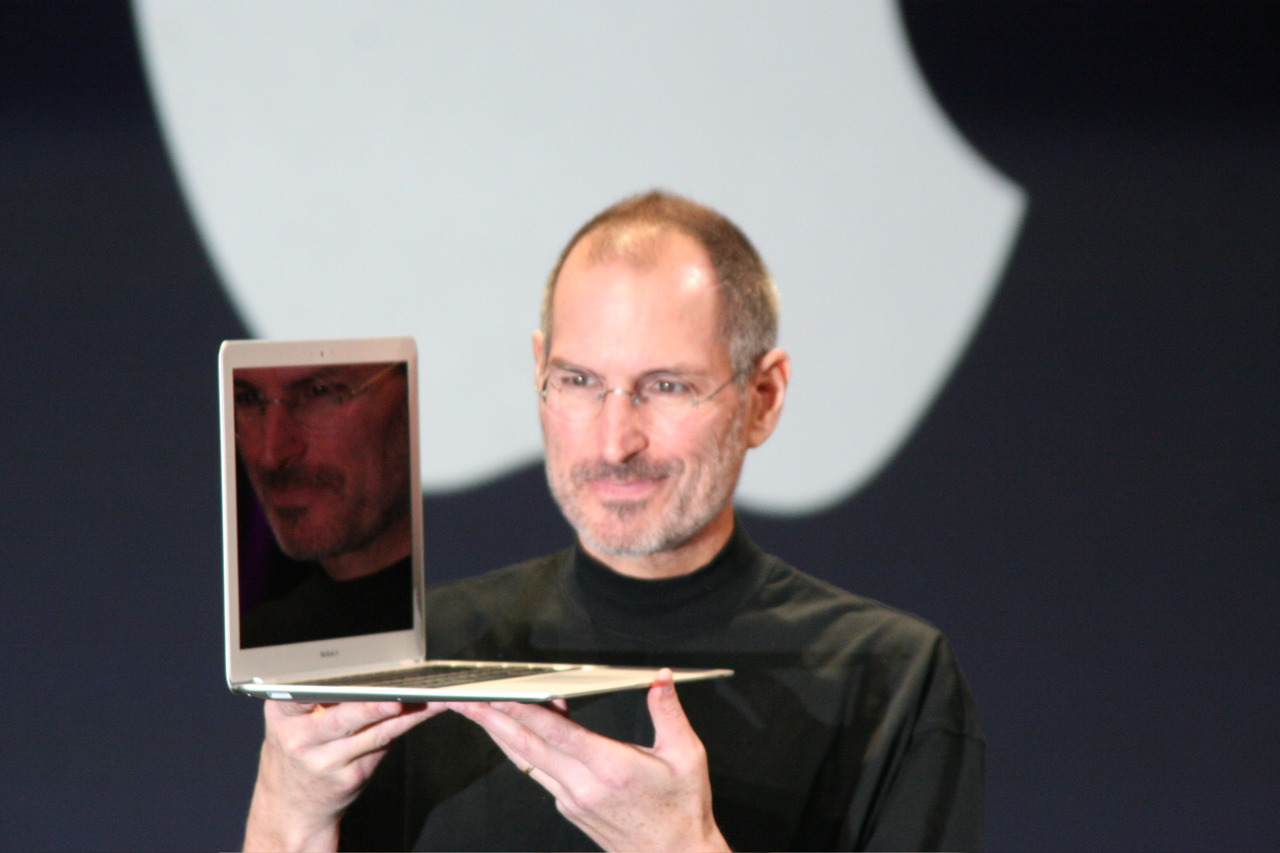
Steve Jobs mostrando el MacBook Air durante su presentación en 2008.

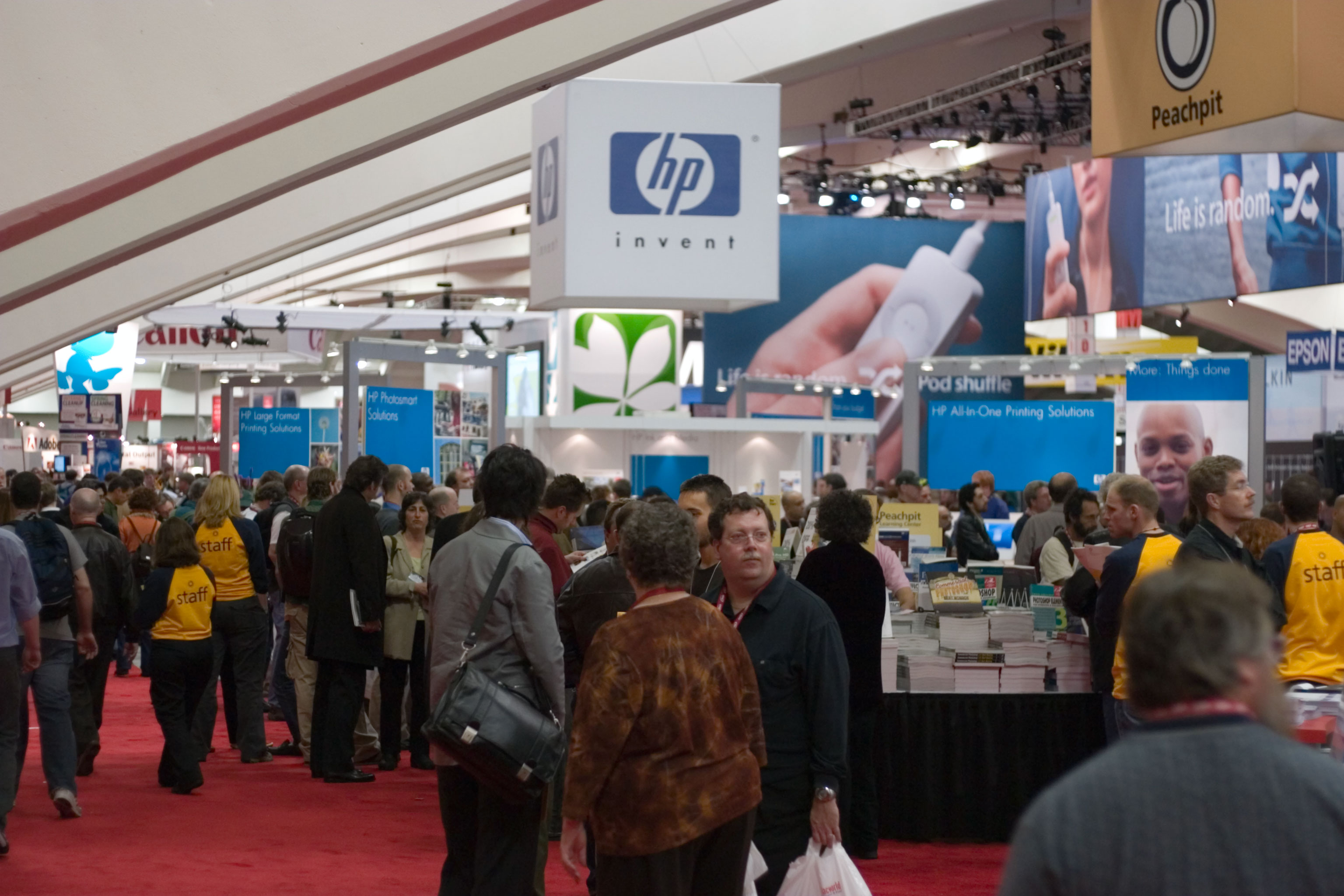
Macworld 2005.

La Macworld/iWorld (anteriormente llamada Macworld Expo y luego Macworld Conference & Expo) era una convención anual que se llevaba a cabo en EUA. En esta se presentaban nuevos productos de la empresa Apple Inc.
El 16 de diciembre de 2008, Apple anunció que la MacWorld de 2009 sería la última en la que participarían y que Steve Jobs no haría la presentación (keynote), en su lugar lo hizo Phil Schiller. En octubre de 2014, IDG suspendió la convención indefinidamente.

## Historia

### 1997
Tras su vuelta a la empresa a finales de 1996, Steve Jobs anunció una alianza con Microsoft que permitió a Apple salvarse de la quiebra. Microsoft adquirió un 6 % de las acciones de Apple, sin derecho a voto, a cambio de una inversión de 150 millones de dólares. Además, la compañía de Bill Gates se comprometió a apoyar Office para Mac durante cinco años.

### 1998
Steve Jobs presentó el iMac y el PowerBook G3.

### 1999
En Nueva York, el actor Noah Wyle hizo una aparición durante la presentación, personificando a Jobs, tal y como lo hizo en la película Piratas del Valle del Silicio.
Steve Jobs presentó el iBook y el AirPort.
Bungie Software anunció su juego Halo para Mac. Posteriormente Bungie fue comprada por Microsoft y el juego se convirtió en una exclusiva para Xbox.

### 2000
En San Francisco, se presentó el sistema operativo Mac OS X y la interfaz gráfica de usuario Aqua.
En Nueva York, se presentó el PowerMac G4 Cube,

### 2001
En San Francisco, se presentó el programa de reproducción de música iTunes y el PowerBook G4.
En Nueva York se hizo una presentación técnica para desmentir el mito de los MHz.

### 2002
En enero se presentó el iMac G4

### 2003
En enero se presentó el navegador de internet Safari, el Airport Extreme y PowerBooks de 17 y 12 pulgadas, el portátil más grande y más pequeño en ese momento.

### 2004
En París, Phil Schiller presentó el iMac G5.

### 2005
En San Francisco, entre enero 10-14. Se presentó el. y el paquete de ilife Mac Mini.

### 2006
Entre enero 9-13, con 38 441 asistentes y 367 compañías expositoras. Se presentaron iMacs con procesadores a intel.

### 2007
Entre enero 8-12, con 45 572 asistentes. Steve Jobs anunció el iPhone, renombró el Apple TV y la compañía de Apple Computer Inc. a Apple Inc.

### 2008
Entre enero 14-18, con aproximadamente 50 000 asistentes. Steve Jobs presentó el MacBook Air, el ordenador portátil más delgado en ese momento, y el Time Capsule.

### 2009
La MacWorld del 2009 tiene lugar en San Francisco entre el 5 y el 9 de enero. Será la última participación de Apple en la conferencia.
Durante su presentación, Phil Schiller mostró las nuevas versiones de iLife, iWork y el nuevo MacBook Pro 17".

### 2014
En octubre de 2014 se anuncia que la edición 2014 de la MacWorld Expo será la última de este evento. La edición 2015 ha sido cancelada sine dine por su organizador, el grupo editorial International Data Group (IDG). Este cierre acompaña al cese de la publicación en papel de la revista Macworld, perteneciente al mismo grupo editorial, en septiembre de 2014.